# Les Cahiers du football
Les Cahiers du football (CDF) (dt. „Die Fußballhefte“) ist eine dem Fußball gewidmete Website, die von 2003 bis 2009 auch gedruckt erschien. Im November 2009 erklärte die Redaktion das Ende der Papierausgabe wegen finanzieller Probleme, vor allem im Anschluss an einen verlorenen Prozess gegen den Journalisten Denis Balbir.

## Geschichte
In Paris eigentlich im Dezember 1997 von Clément Jumeau, Curtis Midfield und Jamel Attal gegründet, waren die Anfänge der Cahiers du football etwas chaotisch und von punktuellen Schaffenspausen geprägt.
Laut eigener Darstellung der Erschaffer war das Grundkonzept der Gründung der Cahiers, ein „schräges Magazin“ zu kreieren, das „satirisch und kritisch“ sei. Die Zeitschrift nennt sich scherzhaft magazine de foot et d’eau fraîche („Magazin für Fußball und Frischwasser“). Der Name Cahiers du football ist Hommage (bzw. Augenzwinkern) an die Cahiers du cinéma. Die Erstausgabe erschien am Dienstag, den 4. November 2003.
Heute sind die Cahiers bekannt für humoristische Parolen und Übersichten der Szene, oder etwa ihre wöchentliche nonsens-Umfrage.
Am 19. Oktober 2007 ist im Verlagshaus Mango À partir de là („von da an“) erschienen, eine Anthologie des Fußballsprechs, die von der Redaktion der Cahiers verfasst wurde. Ein zweiter Band, Oui je crois que bon… (etwa „Ich denke mal …“), wurde im Dezember 2008 vom selben Verleger veröffentlicht. Ein fiktives intimes Tagebuch von Raymond Domenech, Les petits papiers de Raymond, kam ebenfalls 2008 heraus und wurde vom Zeichner Berth illustriert.
Die Cahiers waren der dem professionellen Wrestling huldigenden Seite les Cahiers du Catch Anschauungsmaterial. Sie haben überdies die „Geburt eines kleinen Bruders“ mit einem Du sang, de la sueur et des larmes („Blut, Schweiß und Tränen“) betitelten Artikel begrüßt.
Am 10. März 2013 ließen die Cahiers mittels ihrer eigenen Agence Transe Presse die „Dream Football League“ entstehen, eine fiktive elitäre arabische Fußballliga, in der „Manchester United, Manchester City, Arsenal, Chelsea, Bayern München, Real Madrid, Barcelona, Juventus Turin, AC und Inter Mailand, Paris Saint-Germain unter den bereits jetzt zugesagten Teilnehmern sind“, was dem britischen Journalisten Oliver Kay Inspirationsquelle zu einem „Exklusivartikel“ bzw. einer unfreiwilligen Ente in der Londoner Times war (auch wenn dieser sein offenkundiges – evtl. durch mangelnde Sprachkenntnis schiefgegangenes – Kopieren zunächst leugnete) und wiederum von anderen englischen Medien unkritisch ebenso als echte Meldung weiterverbreitet wurde. Am 18. März gab die Times ihr Abschreiben schließlich offiziell zu.

## Gestiftete Preise
Wie andere Fußballzeitschriften haben auch die Cahiers ihre durch jährliches Leservotum verliehene Trophäe: den Ballon de Plomb („bleierner Ball“). Francis Llacer, Fabrice Fiorèse, Benoît Pedretti, Bernard Mendy, Matt Moussilou, Frédéric Piquionne, Mateja Kežman und Yohan Demont sind die Ausgezeichneten der Jahre 2003 bis 2010 dieses „prestigeunträchtigsten Preises im europäischen Fußball“.
Nach der Europameisterschaft 2004 wurde noch das Micro de Plomb (also das „bleierne Mikrofon“) ins Leben gerufen, das sich über erinnerungswürdige Aussprüche von Kommentatoren lustig macht. Erster Preisträger war Charles Biétry. Für die WM 2006 war Frank Lebœuf, damals Experte des französischen Senders M6, der so „Geehrte“. 2010 ging der Preis an Christian Jeanpierre.
Im Sommer 2007 verliehen die Cahiers du football die „Heftspiralen“, Alternativauszeichnungen für Fußball und Frischwasser, halb ernst, halb humoristisch, was jedoch einmalig blieb.
Ende 2010 wurde ein neuer Preis aus der Taufe gehoben: der Ballon d’Eau fraîche („frischwasserner Ball“). Dieser zeichnet Spieler aus, die am ehesten den von den Cahiers propagierten Werten entsprechen, und wird zusammen mit dem Ballon de Plomp komplementär als Kritik am Ballon d’Or von France Football verstanden. Erster Empfänger war Jérémie Janot vom AS Saint-Étienne.

## „Manifest zur Rettung des Fußballs“
Da sie – zu Recht oder zu Unrecht – eines sterilen und mehr oder weniger systematischen Kritikstils angeklagt wurden, haben die Cahiers ein Manifeste pour sauver le football ausgearbeitet, das 33 Punkte zu acht Oberkategorien enthält. Dieses Manifest, das eine sportliche und humanistische – im Gegensatz zu einer finanziellen und unternehmerischen – Konzeption eines von seinen Fehlern und Exzessen befreiten Fußballs vertritt, erfreut sich bei Liebhabern des Sports gewisser Beliebtheit, wobei der einzig wirklich strittige Punkt in der erbitterten Ablehnung des Videobeweises seitens der Cahiers liegt.
Die Vorschläge dieses Manifests lauten wie folgt:
- Nationale Wettbewerbe
  - Abschaffung des Ligapokals
  - Wiederbelebung des Coupe de France
  - Rückkehr zu 18 Klubs in der französischen Liga

- Europäische Wettbewerbe
  - Korrektur der Überbewertung der Champions League
  - Wiederaufnahme des UEFA-Pokals
  - Wiederbelebung des Europapokals der Pokalsieger

- Spielplan und Nationalauswahlen
  - Harmonisierung des weltweiten Spielplans
  - Limitierung der Anzahl an Wettbewerben
  - Garantien für die Nationalmannschaften

- Recht und Regulierung
  - Verankerung der exception sportive (also die Besonderheit, Identität und Autonomie des Sports[10]) im europäischen Recht
  - Erhalt organischer Verwebungen zwischen Profi- und Amateurfußball
  - Respekt für ihre Delegation des öffentlichen Dienstes durch die Ligue de football professionnel
  - Erhalt des Gemeingutstatus der Übertragungsrechte
  - öffentliche Fördergelder, die an Bedingungen geknüpft sind
  - echte Transferreformen

- Wirtschaftlichkeit und Management der Vereine
  - Verbot des Börsengangs von Vereinen
  - Erhalt des Solidarprinzips und sportlicher Kriterien
  - Kontrolle auf europäischer Ebene
  - Verweigerung eines fiskalischen Sonderstatuts für Klubs oder Spieler

- Antidopingkampf
  - volle Rechte für die Welt-Antidoping-Agentur
  - echte Bekämpfungs- und Präventionspläne
  - Finanzierung des Antidopingkampfs

- Schiedsrichterwesen und Regelwerk
  - absolutes Nein zum unmittelbaren Videobeweis
  - retrospektive Nutzung des Videobeweises zur Sanktionierung grober Unsportlichkeit
  - optische Hilfsmittel zum Feststellen des Überschreitens der Torlinie
  - Wiederherstellung des Respekts vor dem Schiedsrichter
  - Wiederherstellung der Unabhängigkeit und Autorität der Disziplinarkommissionen
  - veritables Testen des Einsatzes mehrerer Schiedsrichter
  - Innovation, Test und Anwendung anderer Hilfsmittel
  - Professionalisierung des Schiedsrichterwesens und Garantie seiner Unabhängigkeit

- Gewaltbekämpfung und Fanrechte
  - entschiedene Bekämpfung von Hooliganismus und Rassismus
  - Respektierung der freien Meinungsäußerung der Anhängerschaft
  - repräsentative Installierung von Stadionbesuchern und Fernsehzuschauern in den Gremien

## „Die Lehrstunden für Sportjournalismus“
Um das Gebaren des journalistischen Mikrokosmos zu veräppeln, haben die Cahiers du football die leçons de journalisme sportif geschaffen, die die schlechtesten Angewohnheiten der Zunft erfassen sollen (französisch jeweils für Transfers, Kopieren der AFP-Meldung, vermintes Interview, Eigenwerbung und Lob auf den Vorgesetzten, Titel und Legenden, Abschreiben von den Cahiers, einen Fußballer interviewen, der TV-Experte, Kundenfang, Trainerrausschmiss).
- Leçon 1 : les transferts[11]
- Leçon 2 : recopier la dépêche AFP[12]
- Leçon 3 : l’interview minée[13]
- Leçons 4 et 5 : l’autopromotion et l’éloge du patron[14]
- Leçon 6 : titres et légendes[15]
- Leçon 7 : pomper les articles des Cahiers[16]
- Leçon 8 : interviewer un footballeur[17]
- Leçon 9 : le consultant télé[18]
- Leçon 10 : le racolage[19]
- Leçon 11 : virer un entraîneur[20]